# Untere Niederaudorfer Waldalm
Die Untere Niederaudorfer Waldalm (auch: Niederaudorfer Alm) ist eine Alm im Ortsteil Niederaudorf der Gemeinde Oberaudorf.
Eine Almhütte der Unteren Waldalm steht unter Denkmalschutz und ist unter der Nummer D-1-87-157-109 in die Bayerische Denkmalliste eingetragen.

## Baubeschreibung
Beim Almgebäude auf der Unteren Waldalm handelt es sich um einen Massivbau mit Satteldach, verbrettertem Giebelfeld und Hochlaube aus dem Jahr 1786.

## Heutige Nutzung
Die Almflächen sind bestoßen, Abfahrten des Skigebiets am Sudelfeld verlaufen teilweise über diese Flächen.

## Lage
Die Untere Waldalm befindet sich am Unteren Sudelfeld im Mangfallgebirge auf einer Höhe von 1035 m ü. NN. Die Almhütte der Unteren Waldalm liegt in unmittelbarer Nähe der Talstation des Waldkopf-Sesselliftes.